# Desmaninis
Els desmaninis (Desmanini) són una de les diverses tribus de la família dels tàlpids.
Aquesta tribu es compon de dues espècies d'insectívors aquàtics o semiaquàtics que viuen a Europa. Ambdues espècies són considerades vulnerables. Tenen potes palmades i les seves potes anteriors no estan dissenyades per excavar.
Conté dues espècies en dos gèneres diferents:
- Gènere Desmana
  - Almesquera siberiana (D. moschata)
- Gènere Galemys
  - Almesquera (G. pyrenaicus)

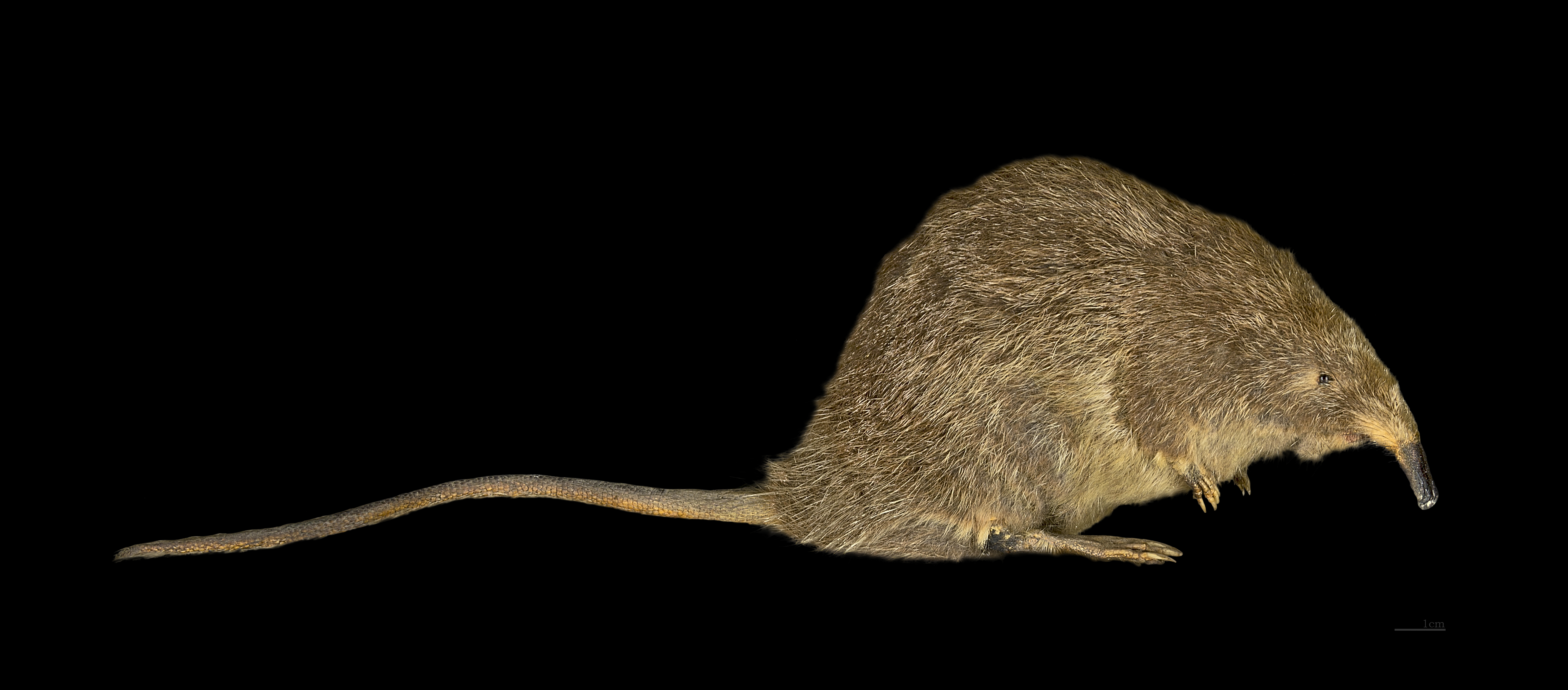
Galemys pyrenaicus
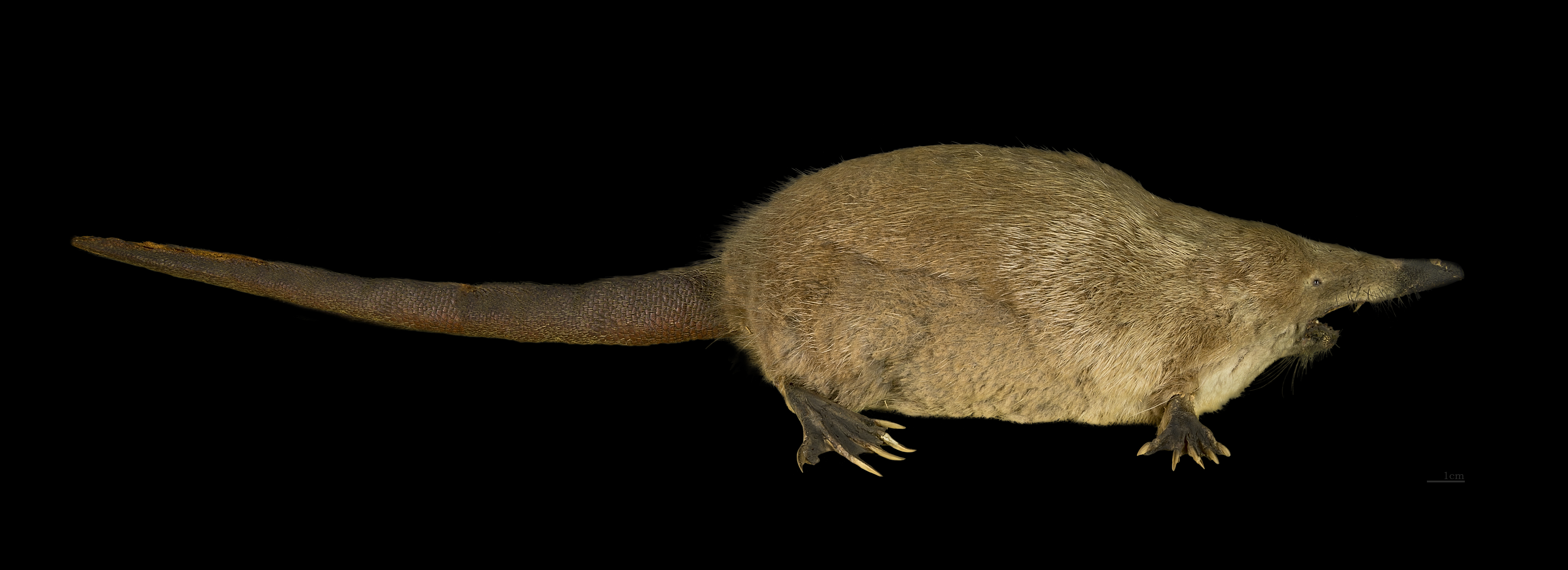
Almesquera siberiana